# Pselligmus infaustus
Pselligmus infaustus är en spindelart som beskrevs av Simon 1892. Pselligmus infaustus ingår i släktet Pselligmus och familjen Nemesiidae. Inga underarter finns listade i Catalogue of Life.